# Ha Seung-jin
Ha Seung-jin (하승진?; Seul, 4 agosto 1985) è un ex cestista sudcoreano, professionista nella NBA.

## Carriera
È stato selezionato dai Portland Trail Blazers al secondo giro del Draft NBA 2004 (46ª scelta assoluta).
Con la Corea del Sud ha disputato cinque edizioni dei Campionati asiatici (2003, 2005, 2007, 2009, 2011).